# Funksystem der BOS in Österreich
Das Funksystem der Behörden und Organisationen mit Sicherheitsaufgaben (BOS) in Österreich basierte bis zum Jahr 2006 größtenteils noch auf analoger Technologie. Ein digitales Bündelfunksystem zur Funkkommunikation für Behörden und Organisationen mit Sicherheitsaufgaben (BOS) unter der Bezeichnung „Digitalfunk BOS Austria“ wird in Österreich „im Moment“ eingeführt. Die Vorkommnisse rund um die Bestellung des zweiten Konsortiums werden gegenwärtig – als Teil der Telekom-Affäre – schrittweise aufgeklärt.

## Zeitlicher Verlauf

### Adonis
Das Innenministerium der Republik Österreich schrieb im Herbst 2001 unter dem Projektnamen „Adonis“ ein BOS-Funksystem aus, das auf dem europäischen TETRA-Standard arbeiten sollte. Die Fertigstellung war bis 2005 geplant. Am 12. April 2002 erhielt das Bieter-Konsortium Master-Talk den Zuschlag. Das Auftragsvolumen für die Lieferung der Systemtechnik, der Errichtung der Sendestationen (ca. 1300) und 15 Jahre Betriebsführung umfasste 1,2 Milliarden Euro. Es war das größte Einzelprojekt, das vom Innenministerium je ausgeschrieben wurde.
Master-Talk war ein Joint-Venture zwischen Siemens, den Wiener Stadtwerken, der Raiffeisen Zentralbank und dem Verbund. Ursprünglich war geplant, alle Polizei- und Gendarmeriedienststellen einzubinden. Erst nach und nach sollten andere Blaulichtorganisationen wie Feuerwehr, Rettungsdienst etc. eingebunden werden.
Um das gesamte System kostengünstiger zu machen, sollten neben den Blaulichtorganisationen auch private Nutzer an diesem Funksystem teilhaben. Der Behördenfunk sollte aber trotzdem abhörsicher sein. Das angepeilte Ziel lag bei 120.000 Teilnehmern insgesamt (bei etwa 40.000 privaten Teilnehmern).
Für Teilnehmer aus dem BOS-Bereich wurden immer wieder Kosten von 1.000 Euro pro Jahr und Funkgerät kolportiert. Exakte Zahlen wurden nie veröffentlicht. Deshalb entschloss sich die Feuerwehr, nur auf Führungsebene (also nur mit einer geringen Anzahl von Geräten) daran teilzunehmen, da die Kosten von den einzelnen Wehren sicher nicht aufgebracht werden könnten.
Mitte 2003 wurde das Projekt nach Streitigkeiten zwischen Auftraggeber und Auftragnehmer gestoppt und der Vertrag von beiden Seiten gekündigt. Seitens des Auftragnehmers wurde ein im Vertrag vorgesehenes Schiedsgerichtsverfahren gegen die Republik Österreich angestrengt. Die Rechtmäßigkeit eines solchen Verfahrens wurde seitens des Innenministeriums gerichtlich bestritten. Das Höchstgericht sprach sich schlussendlich für die Rechtmäßigkeit der Durchführung eines Schiedsgerichtsverfahrens aus, welches im Oktober 2006 in einem Vergleich endete. Laut Medienberichten verpflichtete sich die Republik Österreich zur Zahlung von 30 Mio. € Schadensersatz an den Auftragnehmer.

### Digitalfunk BOS Austria

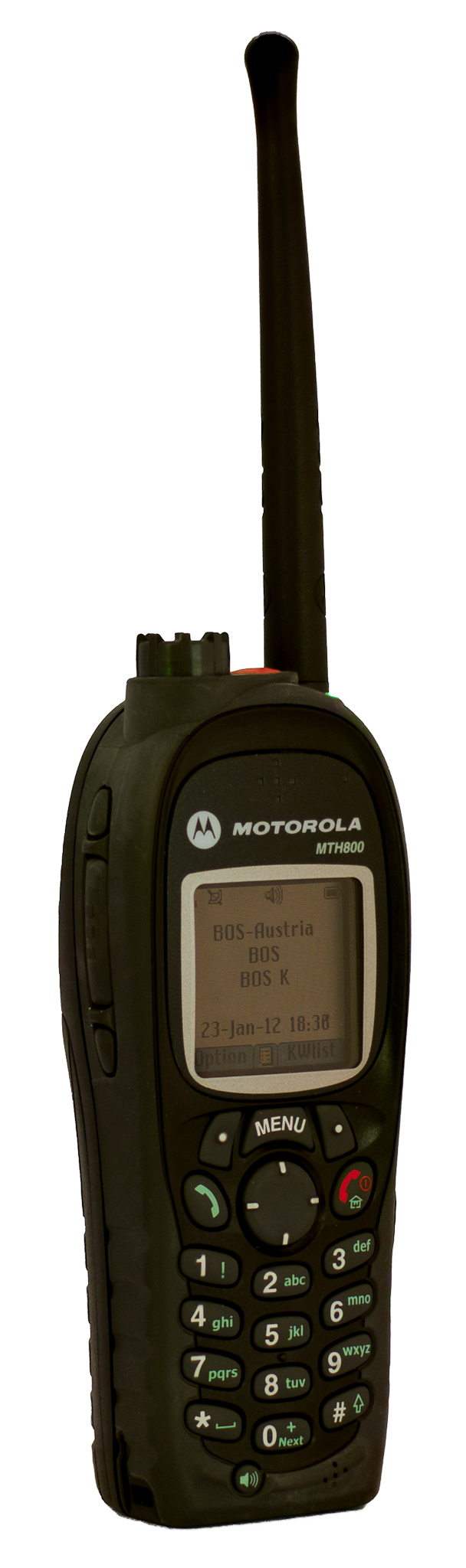
Motorola MTH800 TETRA-Funkgerät, das im BOS-Austria-Funknetz eingebucht ist

Im April 2004 wurden für ein Nachfolgeprojekt von der ausschreibenden Stelle (Innenministerium in Zusammenarbeit mit dem Land Tirol) fünf Bieter eingeladen. Angeboten wurden GSM-R, das das vorhandene Mobilfunknetz ausnützen würde, das wesentlich teurere TETRA-System und ein Tetra-ähnliches System von EADS. Der neue Projektname war nicht mehr Adonis, sondern „Digitalfunk BOS Austria“.
Im Juni 2004 vergab das Innenministerium den Auftrag an ein Konsortium aus Alcatel, Telekom Austria und Motorola. Die Kosten sollen nunmehr für das Innenministerium weniger als die Hälfte des Adonis-Systems betragen. Dies soll dadurch ermöglicht werden, dass das Innenministerium nicht alleine für die Finanzierung aufkommt, sondern auch die Länder durch Beistellung von Standorten und der Übernahme von Standorterrichtungs- und -wartungskosten das System mitfinanzieren.
Die Telekom Austria stieg zu Projektbeginn aus dem Konsortium aus. An der Errichtungs- und Betriebsgesellschaft (TETRON Sicherheitsnetz Errichtungs- und BetriebsgmbH) sind nunmehr Motorola zu 65 % und Alcatel zu 35 % beteiligt.
Die bundesweite Fertigstellung des Nachfolgeprojekt „Digitalfunk BOS Austria“ war ursprünglich für 2009 geplant. Dieser Termin konnte unter anderem aufgrund der fehlenden Beteiligungszusagen einzelner Bundesländer nicht gehalten werden. Als erste Bundesländer gingen im Jänner 2006 Tirol und Wien in Betrieb. Es folgte der Ausbau in Niederösterreich und der Steiermark.
In Tirol wurde zusätzlich ein neues Warn- und Alarmierungssystem (WAS) errichtet, welches in das bestehende TETRA-Netz eingespeist wurde. Mit Beginn des Jahres 2008 erfolgte die Fertigstellung sämtlicher Netzinfrastrukturen.
In Niederösterreich wurde das System im April 2010 nach zweijährigen Probebetrieb mit ca. 10.000 Funkgeräten vor Ort in Betrieb genommen. Beteiligt sind dabei neben den Blaulichtorganisationen (Feuerwehr, Rettungsdienst, Polizei, Zivilschutzverband) das Bundesheer und die Straßenmeistereien.
Nachdem die Salzburger Landeshauptfrau Gabi Burgstaller am 5. September 2011 – nach Bekanntwerden der Vorwürfe innerhalb der Telekom-Affäre – die Einführung des Systems im Bundesland Salzburg bis auf weiteres untersagt hatte, kam es unter ihrem Nachfolger Haslauer im Jahr 2014 zu einem Neustart, sodass es 2017 in Salzburg fertig sein soll.
Fast zeitgleich wie Burgstaller stoppte auch der Kärntner Landeshauptmann Gerhard Dörfler das Projekt.
Im Oktober 2015 haben die Bundesländer Kärnten, Salzburg, Oberösterreich und das Burgenland ihre Zusage zum Aufbau und der Teilnahme im Digitalfunknetz BOS Austria zugesagt bzw. mit dem Netzaufbau begonnen.
Vorarlberg betreibt seit Anfang der 1990er ein landesweites, analoges Bündelfunksystem. Eine Teilnahme am Digitalfunk BOS Austria hängt von der Ersatzteil-Verfügbarkeit für bestehende Geräte sowie eventuell vorhandener Modernisierungsoptionen für das analoge Bündelfunksystem ab. Mitte 2018 vergab die Landesregierung den Auftrag für die Generalplanung im Bundesland.
Während der Digitalfunk im Jahr 2017 österreichweit eingerichtet ist, besteht in Kärnten auf Grund der finanziell angespannten Lage keine Möglichkeit das Netz aufzubauen. Ausgenommen ist hier nur die Stadt Klagenfurt am Wörthersee.
Während Kärnten Mitte 2018 mit dem Projekt noch nicht begonnen hatte, wurde die Umstellung im Bundesland Salzburg abgeschlossen. Dort wurden neben den Blaulichtorganisationen auch Betreiber kritischer Infrastrukturen, wie Spitäler, Energieversorger oder Banken ausgestattet, um in Krisen- oder Katastrophenfällen miteinander kommunizieren zu können. Es handelt sich dabei um 30 Betriebe, die in diese Pläne inkludiert wurden. Auch in Tirol wurden Betriebe dieser Art 2018 mit Funkgeräten ausgerüstet. Als Beispiele wurden das ORF-Zentrum ebenso wie die Transalpine Ölleitung oder die TIWAG genannt. Die Verwendung ist auch bei Störungen durch Hackerangriffe gedacht.
Im Burgenland wurde das Projekt im Jahr 2019 abgeschlossen. Dazu bestehen 66 Digitalfunkstationen, die auch mit Notstromversorgung ausgestattet sind.
Seit Mai 2021 ist auch die Umstellung für alle Organisationen in Oberösterreich abgeschlossen.
In Kärnten wird bereits darüber nachgedacht diese Form des Digitalfunks überhaupt nicht einzuführen. Die Technologie sei überaltet (Der Tetra Standard wurde vor etwa 30 Jahren entwickelt) und es wäre günstiger ein bestehendes Mobilfunknetz wie es der Netzbetreiber A1 anbietet zu verwenden. Hier könnte die 5G Technologie verwendet werden. Allerdings ist fraglich, ob bei der Verwendung des allgemein verfügbaren Netzes die Prinzipien Redundanz, Abhörsicherheit und Unabhängigkeit, wie sie für BOS Netze üblich sind, eingehalten werden können.
Während Vorarlberg Mitte 2024 mit Sendestationen ausgerüstet wird, hatten sich die Organisationen in Kärnten doch mit Bund und Land geeinigt, dass die Umstellung, wie im restlich Österreich, kommen soll. Wenn zwar optimistische Kostenschätzungen bei etwa 40 Millionen Euro liegen wird doch eher mit einem Anstieg bis auf 100 Millionen befürchtet. Kärnten wäre damit das letzte Bundesland, das im Digitalfunk eingebunden wird.

## Technik
Der digitale Funkdienst wird auf dem BOS-Frequenzband (380 MHz bis 400 MHz) betrieben. Technische Basis ist der Mitte der 1990er Jahre entwickelte TETRA-Standard.
Siehe auch: Funkrufname